# Nereo Pacheco
Nereo Pacheco (Guarenas, estado Miranda, Venezuela, 1866-Caracas, 15 de septiembre de 1942) fue un preso venezolano, posteriormente convertido en carcelero y torturador encargado de la prisión La Rotunda.

## La Rotunda
Pacheco era uno de los prisioneros de la cárcel de La Rotunda desde 1912 por el homicidio de su concubina. El dictador Juan Vicente Gómez le sobreseyó su sentencia y a cambio le dio la misión de convertirse en torturador, el la Cárcel de La Rotunda.
Entre las prácticas de Pacheco estaba poner vidrio molido y/o arsénico en las sopas destinadas a los prisioneros, entre sus víctimas están el capitán Agustín Silva Díaz después de ingerir vidrio molido. Debido a esto fue condenado a 20 años de prisión, el 8 de diciembre de 1936 fue enviado a la cárcel del Obispo donde murió de diabetes el 15 de septiembre de 1942 mientras cumplía su sentencia.

## En la cultura popular
Nereo Pacheco fue reseñado y denunciado en las obras literarias Pesadilla con tambor, de Andrés Eloy Blanco, y Memorias de un venezolano de la decadencia, de José Rafael Pocaterra. Tras la muerte de Pacheco Miguel Otero Silva escribió el poema Recepción a Nereo Pacheco, satirizando su llegada a la "Quinta Paila" del Infierno.